# Gemeinwohl-Bilanz
Die Gemeinwohl-Bilanz ist in der Idee der Gemeinwohl-Ökonomie ein Bewertungsverfahren für Privatpersonen, Gemeinden, Firmen und Institutionen, mit dem geprüft werden soll, inwieweit sie dem Gemeinwohl dienen. Bewertet werden unter anderem ökologische und soziale Aspekte.
Gemeinwohl-Bilanzen sollen für jedermann gut verständlich sein; Unternehmen können ihre Gemeinwohl-Leistung auf einer einzigen Seite transparent machen. Dabei können die Unternehmen entscheiden, ob sie die Bilanz in Eigenregie erstellen, sich in einer Gruppe gegenseitig bilanzieren oder einen unabhängigen Prüfer bestellen. Dies unterscheidet die Gemeinwohl-Bilanz von herkömmlichen Nachhaltigkeitsberichten, die von den Unternehmen selbst erstellt werden – sie soll auch vergleichsweise preisgünstig erstellt werden können, für kleine Unternehmen werden ca. 1000 Euro veranschlagt.
Bislang bilanzieren im deutschsprachigen Raum ca. 250 Unternehmen nach Gemeinwohl-Richtlinien, in Europa sind es ca. 1100 Unternehmen (Stand: Anfang 2024). Insgesamt gibt es 590 deutsche, 631 österreichische, 67 Schweizer und 70 Südtiroler Unternehmen, die sich als Unterstützer der Gemeinwohl-Bilanz registriert haben. Alle in einer Peer-Gruppe und extern auditierten Gemeinwohl-Bilanzen sind öffentlich zugänglich.
Ab 2017 sind alle börsennotierten Unternehmen mit mehr als 500 Mitarbeitern durch eine EU-Richtlinie verpflichtet, einen Nachhaltigkeitsbericht zu erstellen. Dabei hat die EU mehrere Bilanzierungs-Standards explizit erwähnt, darunter auch die Gemeinwohl-Bilanz, so die Süddeutsche Zeitung. Diese Erwähnung findet sich jedoch weder in der relevanten Erwägung 9 der Richtlinie 2014/95/EU, welche die empfohlenen Rahmenwerke aufführt, noch in den ergänzenden „Leitlinien für die Berichterstattung über nichtfinanzielle Informationen“ (2017/C 215/01) der Europäischen Kommission, welche in ihrer Einleitung die Rahmenwerke benennt. Sowohl die Richtlinie als auch die Mitteilung bilden die rechtliche Grundlage zur Offenlegung nichtfinanzieller Informationen durch große Unternehmen und Gruppen. Der Europäische Wirtschafts- und Sozialausschuss, der die EU-Organe berät, hat in einer Stellungnahme empfohlen, dass Unternehmen eine Gemeinwohl-Bilanz erstellen sollten: Ziel sei „der Wandel hin zu einer ethischen Marktwirtschaft“.
In den USA und Italien ist der Geschäftstypus Gemeinwohlorientierte GmbH bereits gesetzlich verankert.

## Bekannte österreichische Unternehmen und Institutionen mit Gemeinwohl-Bilanz
- Sonnentor[23]
- Fachhochschule Burgenland[24]
- Grüne Erde

## Bekannte deutsche Unternehmen und Institutionen mit Gemeinwohl-Bilanz
- Sparda-Bank München[25][26][27][28]
- Vaude[29][30]
- Bioland[31]
- taz[32]
- Greenpeace Deutschland[33]
- Ökofrost[6]
- Fairmondo online-Handel[34]
- Polarstern Energie[35][2]
- Hochschule Bremen[36]
- Elobau[37]
- BKK ProVita[38]
- Followfood
- FC St. Pauli
- Goldeimer
- Voelkel (Unternehmen)

Die Erstellung einer Gemeinwohl-Bilanz wird vom ÖkoBusinessPlan Wien und vom Ökomanagement Niederösterreich mit ca. 50 % gefördert.
Auch die Deutsche Bundesstiftung Umwelt (DBU) fördert Gemeinwohl-Bilanzen.
Auf Antrag der Grünen wurden von der Stadt Stuttgart 100.000 Euro als Anschub-Finanzierung für die ersten Gemeinwohl-Bilanzen von städtischen und privaten Unternehmen bereitgestellt.
Die Universitäten Flensburg und Kiel testen in einem vom Bundesministerium für Bildung und Forschung (BMBF) finanzierten Forschungsprojekt bis Anfang 2018 die Erstellbarkeit der Gemeinwohl-Bilanz in Großunternehmen – unter anderem in drei DAX-Konzernen.

## Gemeinwohl-Ökonomie in Baden-Württemberg
Auf Seite 15 des grün-schwarzen Koalitionsvertrags heißt es: „Die Koalitionspartner begrüßen neue Formen des Wirtschaftens wie Gemeinwohl-Ökonomien, weil sie als soziale Innovationen die Bürgergesellschaft stärken können. Mit einem Gemeinwohlbilanz-Pilotprojekt soll bei einem Unternehmen mit Landesbeteiligung dessen Wertschöpfung umfassend und transparent dargestellt werden. Diese Erkenntnisse wird das Land privatwirtschaftlichen Betrieben, die dies wünschen, zur Verfügung stellen und so Unternehmen fördern, die ihr wirtschaftliches Handeln mit Hilfe einer Gemeinwohlbilanz neu ausrichten möchten.“
Dabei verfolgen die Grünen in Baden-Württemberg das Ziel, dass landeseigene Unternehmen eine Gemeinwohl-Bilanz erstellen.
Unter den wenigen Unternehmen mit Landesbeteiligung war 2020 der landeseigene Staatsforstbetrieb ForstBW. Er erreichte eine Gesamtbewertung von 577 Punkten und wurde als „Erfahrenes Gemeinwohl-Unternehmen“ eingestuft. Die Auditoren hoben besonders die nachhaltige Bewirtschaftung als vorbildlich hervor.

## Gemeinwohl-Matrix für Unternehmen
Für jeden der insgesamt 20 Gemeinwohl-Indikatoren gibt es bis zu vier Sub-Indikatoren.
Mit einem Bilanzrechner können die Ergebnisse für die einzelnen Sub-Indikatoren in Punkte umgerechnet werden. Die maximale Punktzahl pro Indikator und Sub-Indikator ist jeweils festgelegt.
|                            | Menschenwürde                                                           | Solidarität und Gerechtigkeit                         | Ökologische Nachhaltigkeit                                                                | Transparenz und Mitentscheidung                         |
| -------------------------- | ----------------------------------------------------------------------- | ----------------------------------------------------- | ----------------------------------------------------------------------------------------- | ------------------------------------------------------- |
| Lieferanten                | A1 Menschenwürde in der Zulieferkette                                   | A2 Solidarität und Gerechtigkeit in der Zulieferkette | A3 Ökologische Nachhaltigkeit in der Zulieferkette                                        | A4 Transparenz und Mitentscheidung in der Zulieferkette |
| Eigentümer & Finanzpartner | B1 Ethische Haltung im Umgang mit Geldmitteln                           | B2 Soziale Haltung im Umgang mit Geldmitteln          | B3 Sozial-ökologische Investitionen und Mittelverwendung                                  | B4 Eigentum und Mitentscheidung                         |
| Mitarbeiter                | C1 Menschenwürde am Arbeitsplatz                                        | C2 Ausgestaltung der Arbeitsverträge                  | C3 Förderung des ökologischen Verhaltens der Mitarbeiter                                  | C4 Innerbetriebliche Mitentscheidung und Transparenz    |
| Kunden & Mitunternehmen    | D1 Ethische Kundenbeziehung                                             | D2 Kooperation und Solidarität mit Mitunternehmen     | D3 Ökologische Auswirkung durch Nutzung und Entsorgung von Produkten und Dienstleistungen | D4 Kundenmitwirkung und Produkttransparenz              |
| Gesellschaftliches Umfeld  | E1 Sinn und gesellschaftliche Wirkung der Produkte und Dienstleistungen | E2 Beitrag zum Gemeinwesen                            | E3 Reduktion ökologischer Auswirkungen                                                    | E4 Transparenz und gesellschaftliche Mitentscheidung    |

## Indikatoren und Sub-Indikatoren für Unternehmen

### A Lieferanten

#### A1 Beschaffungs-Management
Zielsetzung dieses Indikators ist es, dass die Unternehmen ihre Verantwortung für die vorgelagerten Wertschöpfungsschritte wahrnehmen und nur gemeinwohlorientierte Zulieferer auswählen.
Sub-Indikatoren:
- Regionale, ökologische und soziale Aspekte / höherwertige Alternativen werden berücksichtigt (Relevanz hoch)
- Auseinandersetzung mit den Auswirkungen zugekaufter Produkte / Dienstleistungen (Relevanz mittel)
- Strukturelle Rahmenbedingungen zur fairen Preisbildung (Relevanz: niedrig)

### B Geldgeber

#### B1 Ethisches Finanzmanagement
Wesentliche Elemente eines gemeinwohlorientierten Finanzmanagements sind die Investition in Projekte und Unternehmen.

### C Mitarbeiter

#### C1 Arbeitsplatzqualität und Gleichstellung
Hohe Arbeitsplatzqualität schafft die Grundlage dafür, dass sich die Mitarbeiter weiterentwickeln und einen Beitrag zur Entwicklung des Unternehmens leisten können.
Sub-Indikatoren:
- Faire Beschäftigungs- und Entgeltpolitik (Relevanz: mittel)
- Arbeitsschutz und Gesundheitsförderung einschließlich Work-life-Balance / flexible Arbeitszeiten (Relevanz: mittel)
- Gleichstellung und Diversität (Relevanz: mittel)

#### C2 Gerechte Verteilung der Arbeit
Derzeit arbeiten einige zu viel („leben um zu arbeiten“) und andere gar nicht („arbeitslos“). Ziel des Indikators ist die gerechte Verteilung der Erwerbsarbeit auf alle erwerbsfähigen Menschen.
Sub-Indikatoren:
- Senkung der Normalarbeitszeit (Relevanz: hoch)
- Erhöhung des Anteils der Teilzeit-Arbeitsmodelle (Relevanz: mittel)
- Bewusster Umgang mit (Lebens-)Arbeitszeit (Relevanz: mittel)

#### C3 Förderung des ökologischen Verhaltens der Mitarbeiter
Zielsetzung eines gemeinwohlorientierten Unternehmens ist es, ökologisches Verhalten innerhalb des Betriebes zu ermöglichen.
Sub-Indikatoren:
- Ernährung während der Arbeitszeit (Relevanz: hoch)
- Mobilität zum Arbeitsplatz (Relevanz: hoch)
- Sensibilisierung und unternehmensinterne Prozesse (Relevanz: mittel)

#### C4 Verteilung der Einkommen
Sub-Indikatoren:
- Innerbetriebliche Bruttoeinkommens-Spreizung in Unternehmen (Relevanz: hoch)
- Mindesteinkommen (Relevanz: mittel)
- Transparenz (Relevanz: niedrig)

#### C5 Mitbestimmung und Transparenz
Das Ideal ist die Mitbestimmung bei allen wesentlichen Entscheidungen (zumindest im eigenen Arbeitsbereich) und eine Legitimation der Führungskräfte z. B. durch Wahl.
Sub-Indikatoren:
- Grad der Transparenz (Relevanz: gering)
- Legitimierung der Führungskräfte (Relevanz: mittel)
- Mitbestimmung bei Grundsatz- und Rahmen-Entscheidungen (Relevanz: hoch)
- Mit-Eigentum der Mitarbeiter (Relevanz: mittel)

### D Kunden, Produkte / Dienstleistungen

#### D1 Kundenbeziehung
Sub-Indikatoren:
- Gesamtheit der Maßnahmen für eine ethische Kundenbeziehung (Relevanz: hoch)
- Fairer Preis und ethische Auswahl der Kunden (Relevanz: mittel)
- Gemeinsame Produktentwicklung / Marktforschung (Relevanz: mittel)
- Service-Management (Relevanz: mittel)

#### D2 Kooperation in der Branche
Das Ziel sind überlebensfähige Verhaltensweisen, die Krisen, anstatt sie zu produzieren, solidarisch abfedern helfen.
Sub-Indikatoren:
- Offenlegung von Informationen und Weitergabe von Technologie (Relevanz: mittel)
- Weitergabe von Arbeitskräften, Aufträgen und Finanzmitteln (Relevanz: hoch)
- Kooperatives Marketing (Relevanz: mittel)

#### D3 Ökologische Gestaltung der Produkte und Dienstleistungen
Bedingungen der ökologischen Nachhaltigkeit:
- Konsistenz (Kreislaufwirtschaft, Cradle-to-Cradle-Konzept)
- Effizienz
- Suffizienz
- Resilienz (/Resilienz-Management)[1]

Sub-Indikatoren:
- Produkte / Dienstleistungen im ökologisch Vergleich zum Wettbewerb (Relevanz: hoch)
- Produkt-Gestaltung für eine ökologische Nutzung und suffizienten Konsum (Relevanz: mittel)
- Kommunikation ökologischer Aspekte (Relevanz: mittel)

#### D4 Soziale Gestaltung der Produkte und Dienstleistungen
Weniger leistungsfähige Kunden sollen nicht benachteiligt werden.
Sub-Indikatoren:
- Erleichterter Zugang zu Informationen / Produkten / Dienstleistungen für benachteiligte Kunden-Gruppen (Relevanz: hoch)
- Förderungswürdige Strukturen werden durch Vertriebspolitik unterstützt (Relevanz: mittel)

#### D5 Erhöhung des Branchenstandards
Ziel ist, dass Unternehmen z. B. bestehenden Initiativen beitreten (z. B.: Label, freiwillige Branchenstandards).
Sub-Indikatoren:
- Kooperation in der Wertschöpfungskette (Relevanz: hoch)
- Beitrag zur Erhöhung legislativer Standards (Relevanz: mittel)

### E Gesellschaftliches Umfeld

#### E1 Sinn und gesellschaftliche Wirkung der Produkte / Dienstleistungen
Zielsetzung der Gemeinwohl-Ökonomie ist es, dass global nur noch das produziert wird, was die Menschen für eine suffiziente Lebensführung wirklich benötigen.
Sub-Indikatoren:
- Produkte / Dienstleistungen decken den Grundbedarf oder dienen der Entwicklung der Menschen / der Gemeinschaft / der Erde und generieren positiven Nutzen (Relevanz: hoch)
- Ökologischer und sozialer Vergleich der Produkte / Dienstleistungen mit Alternativen mit ähnlichem Endnutzen (Relevanz: mittel oder hoch)

#### E2 Beitrag zum Gemeinwesen
Jedes Unternehmen soll seine gesellschaftliche Verantwortung wahrnehmen und im Rahmen seiner Möglichkeiten einen angemessenen Beitrag leisten (z. B.: durch Spenden).

#### E3 Reduktion ökologischer Auswirkungen
Sub-Indikatoren:
- Absolute Auswirkungen (Relevanz: mittel)
- Relative Auswirkungen im Branchenvergleich (Relevanz: hoch)

#### E4 Gemeinwohlorientierte Gewinnverteilung
Ziel ist, dass die Gewinne eines Unternehmens so gerecht, sinnstiftend und gemeinwohlfördernd wie möglich verteilt / reinvestiert werden.
Sub-Indikatoren:
- Ausschüttung (Relevanz: hoch)
- Stärkung des Eigenkapitals sowie ökosoziale Reinvestitionen (Relevanz: hoch)

#### E5 Transparenz und Mitbestimmung
Ein gemeinwohlorientiertes Unternehmen informiert die Öffentlichkeit umfassend über alle wesentlichen Aspekte ihrer geschäftlichen Tätigkeiten.
Sub-Indikatoren Transparenz:
- Umfang Gemeinwohl-Bericht (Relevanz: hoch)

Sub-Indikatoren Mitbestimmung:
- Art der Mitbestimmung (Relevanz: hoch)

### N Negativ-Kriterien
Einige gemeinwohlschädliche Verhaltensweisen sind legal (bzw. werden nicht sanktioniert) und werden durch Punktabzug berücksichtigt.
N1a) ILO-Arbeitsrechte und Menschenrechte
In Staaten ohne Ratifizierung der Kernnormen (z. B. China, USA) ist ein lokaler Zugang des Unternehmens notwendig, um die Einhaltung der ILO-Arbeitsrechten und Menschenrechten sicherzustellen.
N1b) Menschenunwürdige Produkte
Z. B. nach UN-Deklaration geächteter Rüstungsgüter
N1c) Kooperation mit Unternehmen, welche die Menschenwürde verletzen
N2a) Feindliche Übernahme
In der Gemeinwohl-Ökonomie soll der Stärkere den Schwächeren nicht „fressen“ dürfen.
N2b) Sperrpatente
Manche Unternehmen melden sehr viel mehr Innovationen zum Patent an, als sie kommerziell verwerten, mit dem Ziel, die Forschung um ihr Patent zu blockieren. Ein plakatives Beispiel sind Autofirmen, die Patente für verbrauchsarme Motoren oder Solarautomobile halten aber nicht verwerten.
N2c) Dumpingpreise
Dumpingpreise widersprechen der Kostenwahrheit und dem fairen Wettbewerb.
N3a) Illegitime Umweltbelastungen
„Unangemessene“ Eingriffe in das Ökosystem
N3b) Verstöße gegen Umweltauflagen
Z. B. Überschreiten von Grenzwerten
N3c) Geplante Obsoleszenz
Produktionstechnisch vorgenommene Verkürzung der Lebensdauer von Produkten und Nicht-Reparierfähigkeit
N4a) Verstöße gegen Umweltauflagen
N4b) Arbeitsplatzabbau trotz Gewinn
Ein Unternehmen, das dem Gemeinwohl dient, wird bei stabiler Gewinnlage weder Arbeitsplätze abbauen noch Standorte schließen.
N4c) Umgehung der Steuerpflicht
Die OECD listet eine Reihe von „harmful tax practices“ auf, die auf globaler Ebene dazu führen, dass Steuern hinterzogen werden.
N4d) „Unangemessene“ Verzinsung von Kapital
N5a) Nichtoffenlegung von Beteiligungen
Es sollte offengelegt werden, welche Sub-Firmen existieren und wer (Mit-)Eigentümer welches Unternehmens ist.
N5b) Verhinderung eines Betriebsrats
N5c) Nichtoffenlegung von Lobby-Aktivitäten
Unternehmen in der EU können sich in das EU-Lobbyregister eintragen.
N5d) Exzessive Einkommensspreizung
Ziel: Kein Einkommen bei voller Arbeitszeit überschreitet das Zwanzigfache des Mindestlohnes des jeweiligen Landes.

## Gemeinwohl-Matrix für Gemeinden und Regionen
|                                 | Menschenwürde | Solidarität                               | Ökologische Nachhaltigkeit                                                                      | Soziale Gerechtigkeit | Mitbestimmung & Transparenz                                                                                   |
| ------------------------------- | --- | ----------------------------------------- | ----------------------------------------------------------------------------------------------- | --- | --- |
| A – C: dito Unternehmens-Matrix | |                                           |                                                                                                 | | |
| Bürger / ortsansässige Firmen   | D1 Beziehung zu Stakeholdern | D2 Solidarität mit benachbarten Gemeinden | D3 Ökologische Gestaltung der Dienstleistungen                                                  | D4 Soziale Gestaltung der Dienstleistungen                                                                                | D5 Erhöhung des Standards                                                                                     |
| Gesellschaftliches Umfeld       | E1 Beschlüsse des Gemeinderats | E2 Beitrag zum Gemeinwesen                | E3 Reduktion ökologischer Auswirkungen                                                          | E4 Haushalts- und Sozialpolitik                                                                                           | E5 Transparenz und Mitbestimmung                                                                              |
| Negativ-Kriterien               | N1 * Verletzung der ILO-Arbeitsnormen / Menschenrechte * menschenunwürdige Produkte * Kooperation mit Unternehmen, welche die Menschenwürde verletzen | N2                                        | N3 * illegitime Umweltbelastungen * Verstöße gegen Umweltauflagen * Entrechtung der Bevölkerung | N4 * Schrumpfung des öffentlichen Raums * Arbeitsplatzabbau und Krankenstand * soziale Ausgrenzung * fehlende Transparenz | N5 * Verhinderung eines Betriebsrats * Nichtoffenlegung von Lobby-Aktivitäten * exzessive Einkommensspreizung |

## Indikatoren und Sub-Indikatoren für Gemeinden und Regionen
Gemeinden und öffentliche Körperschaften sind weniger klar nach außen abgegrenzt als Unternehmen. Deshalb wird empfohlen, zu Beginn des Bilanzierungsprozesses eine Systemanalyse durchzuführen.
Ziel ist es, die Abgrenzung des Betrachtungsgegenstandes möglichst an objektive Größen (Rechnungsabschluss) zu binden.

### D Kunden, Produkte / Dienstleistungen

#### D1 Beziehung zu Stakeholdern (Bürger, Einwohner, Bewohner, Eigentümer, Firmen)
Bürger, die im Mittelpunkt der Bemühungen einer Gemeinde stehen sollten, werden häufig
nicht als gleichwertiger Partner behandelt (im Verwaltungsprozess), sondern als „Vorgang“.
Sub-Indikatoren:
- Gesamtheit der Maßnahmen für eine ethische Bürger-Beziehung (Relevanz: hoch)
- Umfang der Bürger-Mitbestimmung / gemeinsame Leistungsentwicklung / Befragung (Relevanz: mittel)
- Leistungs- und Projekttransparenz, faire Preise, Abgaben und Steuern sowie ethische Auswahl der Ansiedlungen / Projekte (Relevanz: mittel)
- Service-Management (Relevanz: mittel)

#### D2 Solidarität mit benachbarten Gemeinden
Sub-Indikatoren:
- Offenlegung von Informationen und Weitergabe von Technologie (Relevanz: mittel)
- Weitergabe von Arbeitskräften, Kooperationen (Relevanz: hoch)
- Kooperatives Standortmarketing (Relevanz: mittel)

#### D3 Ökologische Gestaltung der Dienstleistungen
Sub-Indikatoren:
- Inwieweit entsprechen die Dienstleistungen den Kriterien der Nachhaltigkeit (Konsistenz, Effizienz, Suffizienz und Resilienz) (Relevanz: hoch)
- Kommunikation ökologischer Aspekte (Relevanz: mittel)

#### D4 Soziale Gestaltung der Dienstleistungen
Sub-Indikatoren:
- Erleichterter Zugang zu Informationen / Dienstleistungen für benachteiligte Bürger (Relevanz: mittel)
- Förderungswürdige Strukturen werden unterstützt (Relevanz: hoch)

#### D5 Erhöhung des Standards
Sub-Indikatoren:
- Kooperation mit anderen Gemeinden und Partnern (Relevanz: hoch)
- Beitrag zur Erhöhung legislativer Standards (Relevanz: mittel)

### E Gesellschaftliches Umfeld

#### E1 Beschlüsse des Gemeinderats
siehe

#### E2 Beitrag zum Gemeinwesen
Sub-Indikatoren:
- Wie ausgeprägt ist die Kooperation mit anderen Gemeinden? (Relevanz: hoch)
- Wie ausgeprägt ist die Kooperation mit Bürgerinitiativen, Non-Profit-Organisationen und Ehrenamtlichen? (Relevanz: hoch)
- Wie ausgeprägt und fair ist die Kooperation mit Privaten? (Relevanz: hoch)

#### E3 Reduktion ökologischer Auswirkungen
Sub-Indikatoren:
- Absolute Auswirkungen (Relevanz: hoch)
- Relative Auswirkungen im Vergleich zu anderen Gemeinden (Relevanz: hoch)

#### E4 Haushalts- und Sozialpolitik
Sub-Indikatoren:
- Anteil Partizipation und Zufriedenheit (Relevanz: hoch)
- Gemein-Güter Rekommunalisierung (Relevanz: hoch)
- Schuldentilgungsdauer (Relevanz: hoch)
- Förderung innovativer Projekte und Prozesse (Relevanz: hoch)

#### E5 Transparenz und Mitbestimmung
Sub-Indikatoren:
- Umfang Gemeinwohl-Bericht (Relevanz: hoch)
- Art der Mitbestimmung (Relevanz: hoch)
- Umfang der Mitbestimmung (Relevanz: hoch)

## Weitere Gemeinwohlbilanzen
Neben den zuvor beschriebenen Vollbilanzen und Gemeindebilanzen, existiert noch eine Kompaktbilanz, eine Bilanz für Privatpersonen, eine Bilanz für Bildungseinrichtungen und ein Leitfaden für Kleinstunternehmen.

## Rezeption
Eine Studie des Institute for Advanced Sustainability Studies (IASS) verglich mehrere NFI-Rahmenwerke auf mögliche Anforderungen eines einheitlichen gesetzlichen NFI-Standards, bei dem die Gemeinwohl-Bilanz am besten abschnitt. Ein Vergleich von Instrumenten zur Umsetzung der SDG in KMU bescheinigte der Gemeinwohl-Bilanz ein „hohes Ambitionsniveau“.
Der ideologische Überbau der Methode ist geeignet manche Unternehmen zu irritieren, andere trennen diesen Überbau von der Gemeinwohl-Bilanzierung und konzentrieren sich auf die Vorteile des Messinstruments, so die Einschätzung der Wochenzeitschrift Der Spiegel.

## Anmerkung
1. ↑  Offiziell heißt es „Unternehmen von öffentlichem Interesse“, siehe Richtlinie 2014/95/EU des Europäischen Parlaments und des Rates, vom 22. Oktober 2014, was in vielen Zeitschriften-Artikeln mit „börsennotierten Unternehmen“ gleichgesetzt wird.